# Muzeum Narodowe w Rzymie
Muzeum Narodowe w Rzymie (wł. Museo Nazionale Romano) – zespół muzeów w Rzymie we Włoszech. Założone w 1889 r. (udostępnione dla zwiedzających w 1890) po zjednoczeniu Włoch w celu utworzenia kolekcji antyków z okresu pomiędzy V w. p.n.e. a III w. n.e.
Główny oddział muzeum powstał w XVI-wiecznych krużgankach zbudowanych według projektu Michała Anioła wykorzystując część Term Dioklecjana.

## Palazzo Altemps

### Historia
- ok. 1477 – wybudowanie pałacu dla kardynała Girolamo Riario, kuzyna papieża Sykstusa IV
- 1484 – podczas powstania ludowego, które wybuchło po śmierci papieża Sykstusa IV, pałac został zajęty przez lud rzymski
- 1568 – pałac zakupiony przez kardynała Marco Sittico Altemps, który zlecił jego przebudowę architektowi Martino Longhi. Od tego czasu zaczęła powstawać kolekcja rzeźb oraz biblioteka. Po odsprzedaniu pałacu Stolicy Apostolskiej na użytek seminarium duchownego budynek zaczął popadać w ruinę a kolekcja rozproszyła się po świecie
- 1982 – rząd włoski odkupuje od Watykanu budynek i rozpoczyna jego restaurację.

### Kolekcja
Najważniejsze eksponaty:
- Tron Ludovisi – zdobiony reliefem przedstawiającym narodziny Afrodyty
- wielki sarkofag Ludovisi
- rzeźba Gal popełniający samobójstwo
- grecką rzeźbę Atena Partenos